# Hipolit Duljasz

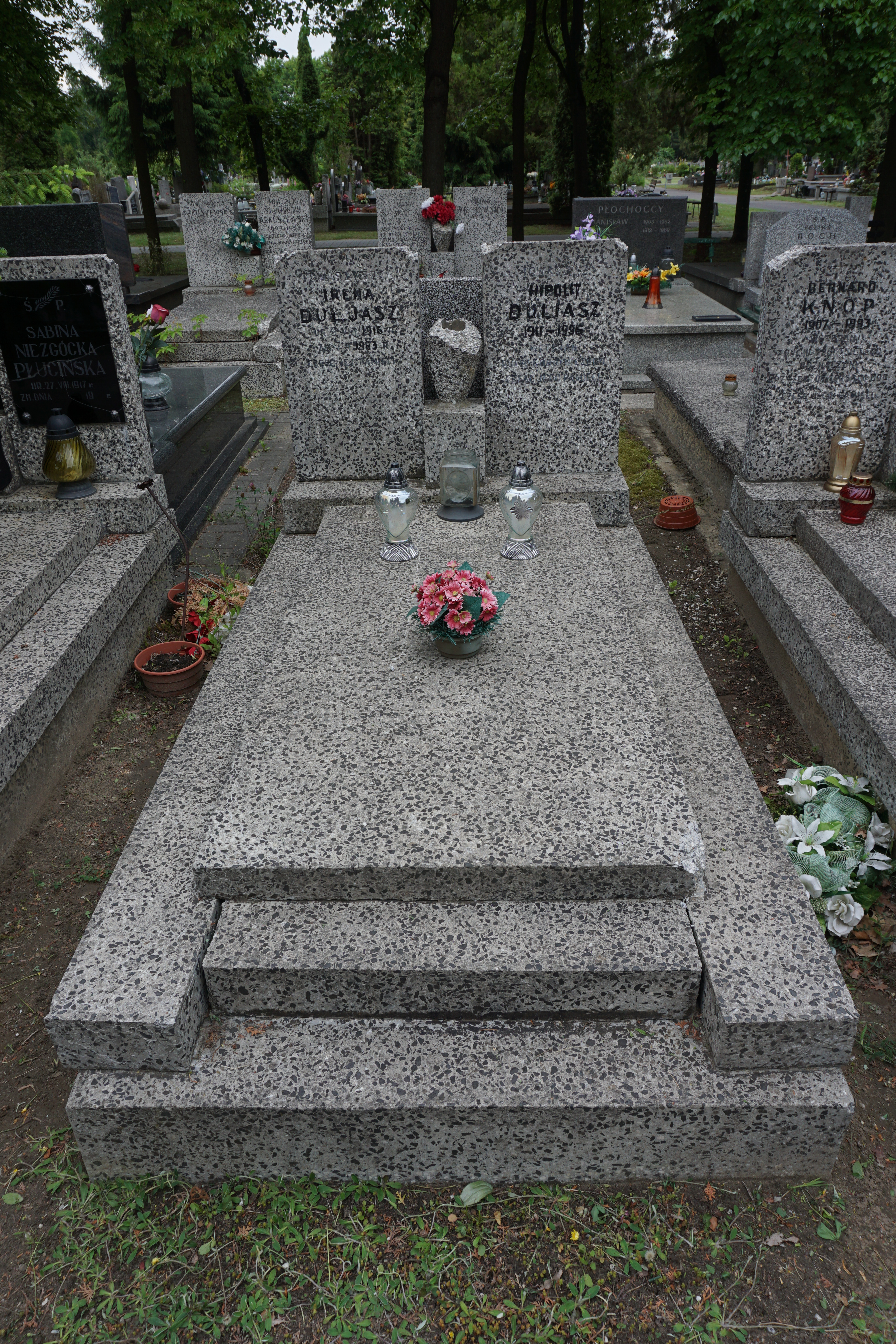
Grób Hipolita Duljasza na cmentarzu komunalnym Północnym

Hipolit Duljasz, ps. Andrzej, Bartek (ur. 10 listopada 1911 w Radomiu, zm. 16 lipca 1996) – funkcjonariusz organów bezpieczeństwa PRL, pułkownik Milicji Obywatelskiej, dyrektor Centralnego Zarządu Więziennictwa MSW w latach 1955–1956, dyrektor Departamentu VI Ministerstwa Bezpieczeństwa Publicznego (Departament Więziennictwa) w latach 1951–1954.

## Życiorys
Syn Antoniego i Józefy. Ukończył Szkołę Rzemieślniczo-Handlową. Z zawodu był ślusarzem-mechanikiem. W 1930 skazany na cztery lata, a w 1937 na 8 lat więzienia za działalność komunistyczną, we wrześniu 1939 wydostał się z więzienia i udał się do Łucka zajętego przez Armię Czerwoną, brał udział w organizowaniu tam władzy sowieckiej. W styczniu 1940 przeniósł się do Lwowa i został tam racjonalizatorem i przewodniczącym Komitetu Fabrycznego w Remontowej Bazie Samochodów i Czołgów. Po 22 czerwca 1941 ewakuowany do obwodu czelabińskiego, gdzie pracował w zakładach metalurgicznych. We wrześniu 1943 wstąpił do 2 Dywizji Piechoty im. Jana Henryka Dąbrowskiego i został zastępcą dowódcy do spraw polityczno-wychowawczych. W lutym 1944 przerzucono go na tyły frontu jako zastępcę dowódcy ds. polityczno-wychowawczych w sowieckim oddziale partyzanckim dowodzonym przez mjr Czesława Klima. W sierpniu 1944 przydzielony do Resortu Bezpieczeństwa Publicznego został kierownikiem Wojewódzkiego Urzędu Bezpieczeństwa Publicznego organizowanego na przyczółku sandomierskim dla województwa kieleckiego.
W 1956 ukończył Centralną Szkołę Partyjną.
Zastępca dyrektora tego departamentu 1950–1951, kierownik Wojewódzkiego Urzędu Bezpieczeństwa Publicznego w Bydgoszczy i zastępca kierownika WUBP w Katowicach w 1945.
Zastępca kierownika Grupy Operacyjnej MBP na Górnym Śląsku, kierownik WUBP w Kielcach z siedzibą w Sandomierzu od sierpnia 1944 do stycznia 1945. Członek KPP, PPR i PZPR. Od 1934 pracownik Egzekutywy Komitetu Okręgowego KPP w Radomiu, a następnie instruktor okręgowy na Okręg KPP Łódź.
Został pochowany na cmentarzu komunalnym Północnym na Wólce Węglowej (kwatera E-VII-2-1-18).

## Ordery i odznaczenia
- Krzyż Kawalerski Orderu Odrodzenia Polski (10 października 1945)[3]
- Krzyż Walecznych (17 września 1946)[4]
- Medal im. Ludwika Waryńskiego (1986)[5]